# Таскаровас
Таскаро́вас (англ. Tuscarawas River) — река в США, в восточной части штата Огайо. Является одной из двух составляющих реки Маскингум, которая является притоком реки Огайо. Имеет длину около 209 км; площадь бассейна составляет 6700 км².
Берёт начало к юго-западу от деревни Хартвилл, на севере округа Старк. Изначально течёт в западном направлении, протекая через Юнионтаун, и втекает на территорию округа Саммит. Близ города Барбертон река поворачивает на юг, протекая через округа Старк и Таскаровас, а также через такие населённые пункты как Клинтон, Канал-Фултон, Массиллон, Навар, Боливар, Зоар, Довер и Нью-Филадельфия. К югу от Нью-Филадельфия река поворачивает на юго-запад и запад. Сливается с рекой Уалхондинг в городе Кошоктон, формируя при этом реку Маскингум.
Высота устья — 223 м над уровнем моря.
Принимает приток Чиппева-Крик в округе Саммит, близ городка Клинтон и приток Сэнди-Крик в округе Старк, близ Боливар. В округе Таскаровас принимает притоки Коноттон-Крик, Шугар-Крик и Стилуотер-Крик.